# Grass Valley
Grass Valley (anteriormente Centreville) es una ciudad ubicada en el condado de Nevada, en el estado estadounidense de California. Según el censo del año 2000 tenía una población de 10.922 habitantes y una densidad poblacional de 1.026,0 personas por km².

## Geografía
Según la Oficina del Censo, la ciudad tiene un área total de 10.6 km² (4.1 sq mi), de la cual toda es tierra.

## Demografía
Según el censo del año 2000, los ingresos medios por hogar en la localidad eran de $28.182 y los ingresos medios por familia eran $33.220. Los hombres tenían unos ingresos medios de $32.568 frente a los $21.915 para las mujeres. La renta per cápita para la localidad era de $16.877. Alrededor del 12.9% de las familias y del 14.9% de la población estaban por debajo del umbral de pobreza.